# 普法尔茨格拉芬韦勒
普法尔茨格拉芬韦勒是德国巴登-符腾堡州的一个市镇。总面积44.72平方公里，总人口7152人，其中男性3511人，女性3641人（2011年12月31日），人口密度160人/平方公里。

## 友好城市
- 法國 拉卢普